# Centro poblado
Se conoce como centro poblado a un núcleo de población (particularmente rurales) que cumple ciertas características urbanas que le permiten distinguirse de aglomeraciones de viviendas u otros núcleos habitacionales dispersos. El término se utiliza principalmente en Colombia y Perú.

## Colombia
En Colombia, los centros poblados se define como la concentración de mínimo 20 viviendas contiguas, vecinas o adosadas entre sí, ubicadas fuera del perímetro urbano de la cabecera de un municipio, distrito o de una área no municipalizada. Tal aglomeración presenta algunas características urbanas como vías vehiculares y peatonales. Además, de dotación de infraestructura de servicios públicos básicos, sociales, asistenciales y que suelen en ocasiones atender a la población dispersa (veredas) en su área de influencia. 
Dicho concepto engloba los siguientes tipos de núcleos poblacionales:
- Caserío: corresponde a un centro poblado ubicado generalmente al lado de una vía principal y que no tiene autoridad civil. El límite censal está definido por las mismas viviendas que constituyen el conglomerado.
- Inspección: Son centros poblados rurales que cuenta con Inspección de policía y carece de una Jal a cargo.
- Las cabeceras de los corregimientos.

El registro de estos está a cargo del DANE, el cual los identifica con su propio código Divipola. El uso de suelo (rural, suburbano o urbano) de estas lo determina el POT del municipio.
Administración
- A estos centros poblados se le pueden asignar una autoridad civil (Inspector) o carecer de ellos.
- Los concejos municipales pueden dotarlos de funciones administrativas a cargo de una Junta Administradora Local (estos envían una terna para designar el corregidor). Esta instancia intermedia lleva el nombre de Corregimiento.

## Ecuador
En Ecuador, un centro poblado son: ciudades cabeceras cantonales, cabeceras parroquiales y localidades que, sin tener categoría político-administrativa, representan características de amanzanamiento.

## Perú
Es todo lugar del territorio nacional rural o urbano, identificado mediante un nombre y habitado con ánimo de permanencia. Sus habitantes se encuentran vinculados por intereses comunes de carácter económico, social, cultural e histórico. Los centros poblados pueden acceder según sus atributos, a categorías como: caserío, pueblo, villa, ciudad y metrópoli.
En el ordenamiento jurídico del Perú, los centros poblados son subdivisiones especiales de las provincias. Son también las menores circunscripciones político-administrativos del país.